# Theridion septempunctatum
Theridion septempunctatum là một loài nhện trong họ Theridiidae.
Loài này thuộc chi Theridion. Theridion septempunctatum được Lucien Berland miêu tả năm 1933.